# Илялетдинов, Альфарид Низамович
Альфарид Низамович Илялетдинов (16 января 1929—2010) — советский микробиолог, академик АН КазССР (1983), доктор биологических наук (1967), профессор (1968), заслуженный деятель науки КазССР (1971), академик НАН РК.

## Биография
В 1951 году окончил Московский университет. В 1954 году там же окончил аспирантуру.
С 1954 по 1957 год работал в Институте почвоведения АН КазССР младшим, затем старшим научным сотрудником; с 1957 года заведующий лабораторией. С 1966 года директор Института микробиологии и вирусологии АН КазССР. С 1994 года почётный директор и заведующий лабораторией Института микробиологии и вирусологии.
В 1999-2000 гг. совмещал работу в Институте с преподавательской деятельностью в Казахском национальном аграрном университете.
Умер от болезни Альцгеймера в 2010 году.

## Вклад в науку
Основные научные труды посвящены изучению роли микроорганизмов в кругообороте органических и минеральных веществ в природе, их использованию в производстве комбикормов. Разработал научные основы микробиологической очистки стоков промыщленных предприятий и бактериальные (анаэробные) способы выщелачивания металлов из руд.
В результате многолетних научных исследований изобрел сухие бактериальные дрожжи с целью увеличения сочности кормов, силоса, для физиологических целей — пробиотик бентобак, руководил внедрением их в производство. Под его руководством в ветеринарной практике стал использоваться препарат лаковит, изготавливаемый из молока с добавлением пропионовокислых бактерий. Препарат применялся для увеличения приплода скота и для лечения птенцов птиц от колибактериоза.

## Основные научные работы
Автор 217 научных работ, из них 4 монографии, 24 авторских свидетельства.
- Илялетдинов А. Н. Биологическая мобилизация минеральных соединений. — Алма-Ата: Наука, 1966. — 292 с.
- Илялетдинов А. Н. Микробиологические превращения азотсодержащих соединений в почве. — Алма-Ата: Наука, 1976. — 284 с.
- Илялетдинов А. Н. Микробиологические превращения металлов. — Алма-Ата: Наука, 1984. — 268 с.
- Илялетдинов А. Н. Микробиология и биотехнология очистки промышленных сточных вод / А. Н. Илялетдинов, Р. М. Алиева. — Алма-Ата: Гылым, 1990. — 224 с. — ISBN 5-628-00481-2.

### Патенты
- Способ биологической очистки сточных вод от ионов тяжелых металлов. Авторское свидетельство на изобретение № 812762 от 15.03.1981. (в соавт. с Глазуновым В. Д.)